# Tarbinskia afghana
Tarbinskia afghana is een rechtvleugelig insect uit de familie Dericorythidae. De wetenschappelijke naam van deze soort is voor het eerst geldig gepubliceerd in 1963 door Bey-Bienko.